# Punta dell'Omo
La Punta dell'Omo (o Crest Gilbert, 2.299 m s.l.m.) è una montagna delle Alpi Cozie situata in provincia di Cuneo.

## Toponimo
Oltre che come punta dell'Omo la montagna è nota come Crest de Gilbert. Alcune fonti assegnano invece il nome Crest de Gilbert non al monte ma al tratto di crinale, erboso e molto ampio, che collega la punta dell'Omo con il sottostante colle Borel.

## Caratteristiche

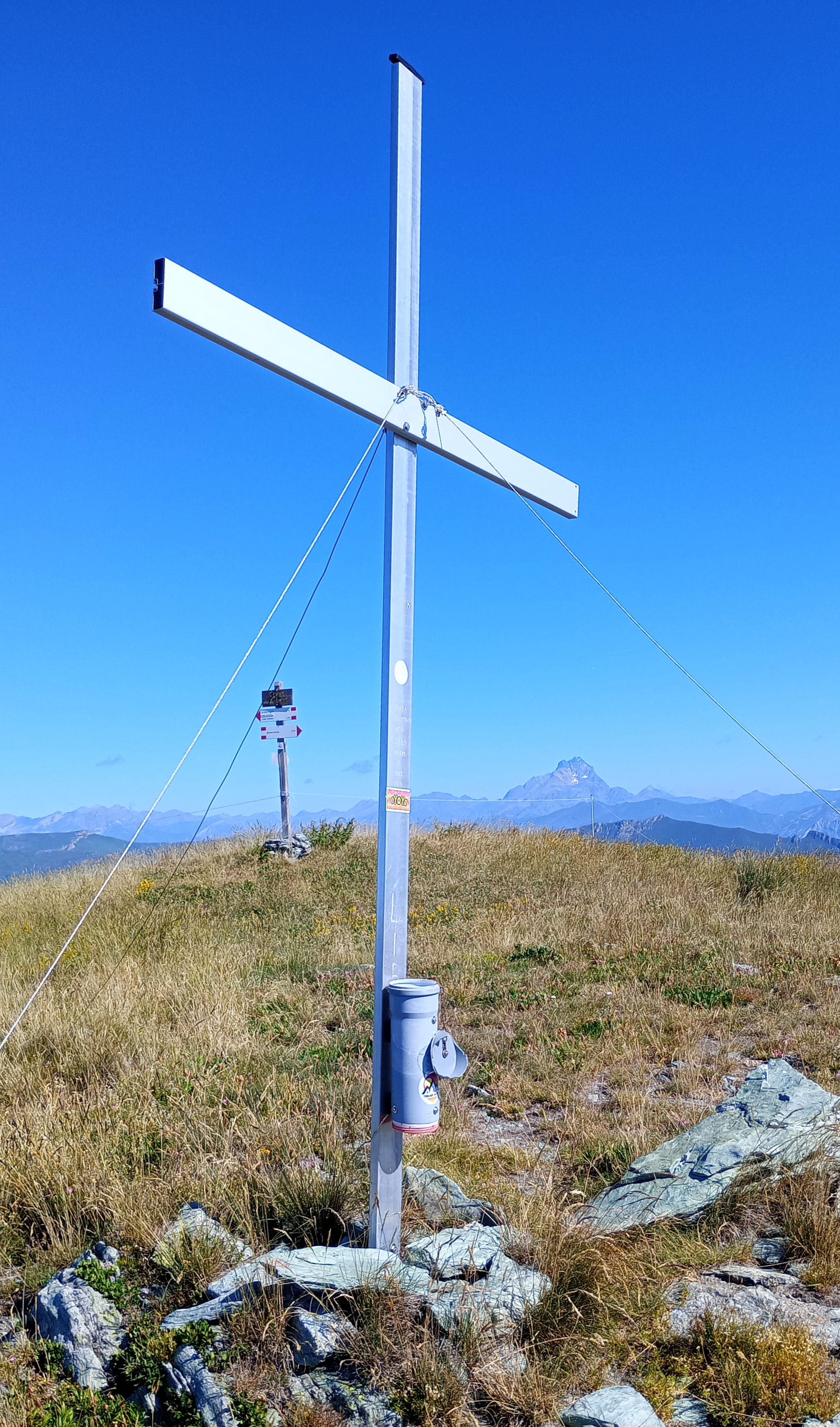
La croce di vetta

La montagna si trova sullo spartiacque tra il vallone di San Giacomo (Valle Stura di Demonte, a sud) e la Valle Grana (a nord). Il crinale in direzione ovest perde quota con il colle Borel (o col Bourlet, 2181 m) e poi risale all'omonimo monte Borel, (o monte Bourel, 2287 m). Verso est invece lo spartiacque scende al colle Bram (2178 m) e risale poi al monte Bram  (2356 m). Dallo spartiacque principale si stacca verso nord un crinale secondario che divide i valloni del rio Lombarda (a ovest) da quello del rio Grande e che, dopo il panoramico risalto roccioso della rocca Cucuja (2146 m) si esaurisce poi nel solco principale della Val Grana. La punta dell'Omo, segnalata da una croce di vetta, ha una prominenza topografica di 114 metri. Amministrativamente la montagna si trova sul confine tra i comuni di Castelmagno e di Demonte.

## Ascensione alla vetta

### Accesso estivo
La cima della montagna si può raggiungere per sentiero, con un itinerario da tempo noto ed apprezzato, partendo da San Giacomo, nel vallone dell'Arma, una diramazione in sinistra idrografica della Val Stura. Sempre per sentiero ci si può arrivare dalla frazione Chiappi o da Chiotti, entrambe in Val Grana. Queste ultime due vie di salita possono essere combinate in un itinerario ad anello. La cima è inoltre toccata dal lungo itinerario della Curnis Auta, che transita seguendo lo spartiacque che delimita la Val Grana.  Si tratta di percorsi di difficoltà E.

### Accesso invernale
Alla punta dell'Omo si può arrivare d'inverno con le ciaspole o con gli sci da sci alpinismo. La salita sciistica da San Giacomo è considerata di difficoltà BS e richiede un innevamento sicuro.

## Bibliografia

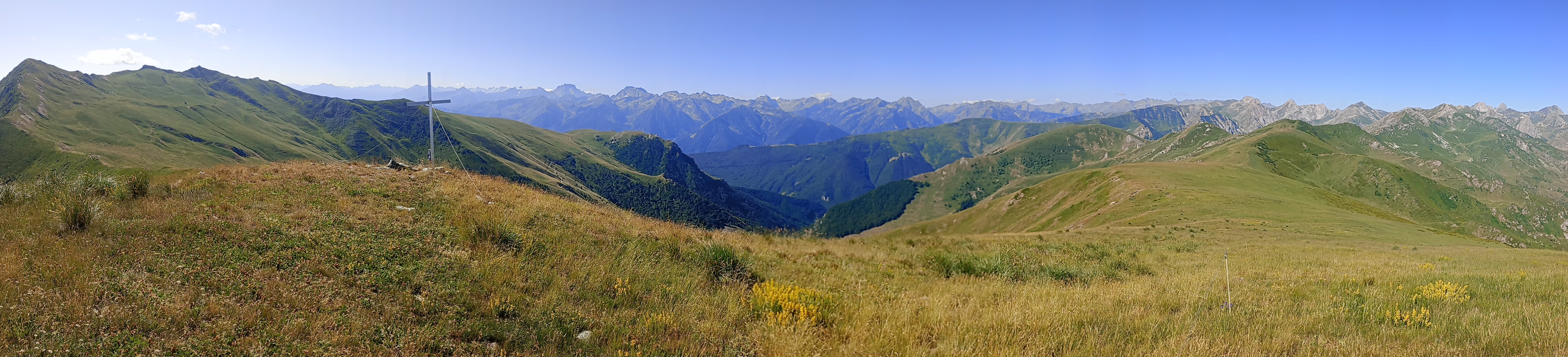
Vista verso sud-est
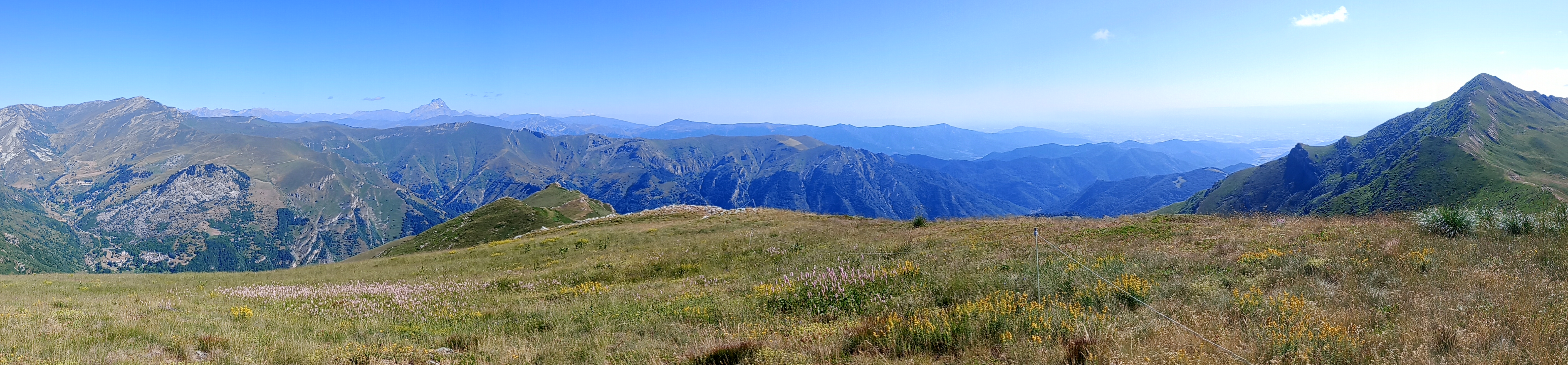
Vista verso nord-ovest